# Lucas Jade Zumann
Lucas Jade Zumann (Chicago, 12 dicembre 2000) è un attore statunitense, noto per il ruolo di  Gilbert Blythe nella serie televisiva originale Netflix Chiamatemi Anna tratta dal romanzo Anna dai capelli rossi e per il ruolo di Jamie Fields in Le donne della mia vita.

## Carriera
Ha fatto parte del cast per una produzione del musical Oliver!. È stato scoperto dal Disney Talent Search a Chicago, è apparso in uno spot pubblicitario benefico per Voices of Meningitis.
Ha avuto il debutto nel mondo dello spettacolo con il ruolo di Milo nel sequel del film horror del 2015 Sinister 2. Nel 2016 ha ottenuto il ruolo di Jamie Fields nel film Le donne della mia vita, ed è anche apparso nella serie televisiva di Netflix Sense8. Successivamente viene scelto come interprete di Gilbert Blythe nella serie televisiva prodotta da Netflix Chiamatemi Anna.

## Filmografia

### Cinema
- Sinister 2, regia di Ciarán Foy (2015)
- Le donne della mia vita (20th Century Women), regia di Mike Mills (2016)
- Thrill Ride, regia di Chris Parrish (2016)
- Ogni giorno (Every Day), regia di Michael Sucsy (2018)
- To the Stars, regia di Martha Stephens (2020)

### Televisione
- Sense8 – serie TV, episodio 1×09 (2015)
- Chicago Fire – serie TV, 2 episodi (2016)
- Chiamatemi Anna (Anne with an "E") – serie TV, 19 episodi (2017-2019)

## Doppiatori italiani
Nelle versioni in italiano dei suoi film, Lucas Jade Zumann è stato doppiato da:
- Federico Campaiola in Chiamatemi Anna[3]
- Alessio Puccio in Sinister 2
- Alex Polidori in Ogni giorno
- Mirko Cannella in Le donne della mia vita